# Club de Futbol Reus Deportiu
O Club de Futbol Reus Deportiu foi um clube de futebol espanhol da cidade de Reus, na província de Tarragona. Disputou a Segunda Divisão Espanhola até 2018–19, quando foi excluído por problemas financeiros. É conhecido por seus torcedores como Ganxets ou La Avellana Mecánica (Reus é o principal centro de cultivo da avelã na Espanha).

## História
O Club Deportiu Reus foi fundado em 23 de novembro de 1909, após o fim do Reus Sport Club. Inicialmente se dedicava exclusivamente à prática do futebol, até 29 de setembro de 1917, onde uniu-se ao Club Velocipedista e a SC Olímpia, convertendo-se em um clube poliesportivo, cujo nome passou a ser Reus Deportiu.
O plantel do Reus decidiu, em 14 de dezembro de 2018, rescindir contrato com o clube devido aos três meses de salários em atraso. Era a terceira participação dos Ganxets na segunda divisão espanhola, e em janeiro de 2019 a Real Federação Espanhola de Futebol decidiu excluir o Reus da competição e multá-lo em 250 mil euros devido ao não-pagamento de salários aos jogadores, porém os resultados da equipe foram mantidos.
Em julho, depois que os grupos da Terceira Divisão Espanhola de 2019–20 foram sorteados, a equipe foi excluída da competição e foi rebaixada à Tercera División (quarto nível do futebol espanhol), e o time B foi remanejada para a divisão regional. Sua vaga no Grupo 3 ainda não teve um substituto definido, porém o mesmo foi excluída da Tercera División e a 20 de Outubro de 2020, o Reus foi liquidado no tribunal após os proprietários do clube não terem apresentado um plano para salvar as dívidas do clube que estimavam entre os 9 milhões de €, e por isso, o tribunal declarou o fim definitivo do clube.

## Títulos

### Torneios nacionais
- Vice-campeão da Segunda División B: 2016
- Campeão de Tercera División (2): 1981, 2007
- Vice-campeão da Copa RFEF (1): 2007-08

## Elenco
Com a exclusão do Reus da Segunda División B e o rebaixamento à quarta divisão, a equipe atualmente está sem nenhum jogador ou comissão técnica.

## Futebolistas famosos
| - Jesús Olmo - David Querol - David Sangrà - Enric Socías - Aleix Vidal - Ángel Blasco - Édgar Badía | - Fran Carbià - Álex Colorado - Ramón Folch - Édgar Hernández - José Juncosa - José Fernando Martínez Rodilla - Sergi Masqué | - Dejan Lekić - David Eto'o - Aitor Embela - Eliseu Cassamá - Juan Luis Guirado - Shaq Moore - Mikel Villanueva |